# Selaginella eurynota
Selaginella eurynota är en mosslummerväxtart som beskrevs av Addison Brown. Selaginella eurynota ingår i släktet mosslumrar, och familjen mosslummerväxter. Inga underarter finns listade i Catalogue of Life.